# Universitat Catalana d'Estiu

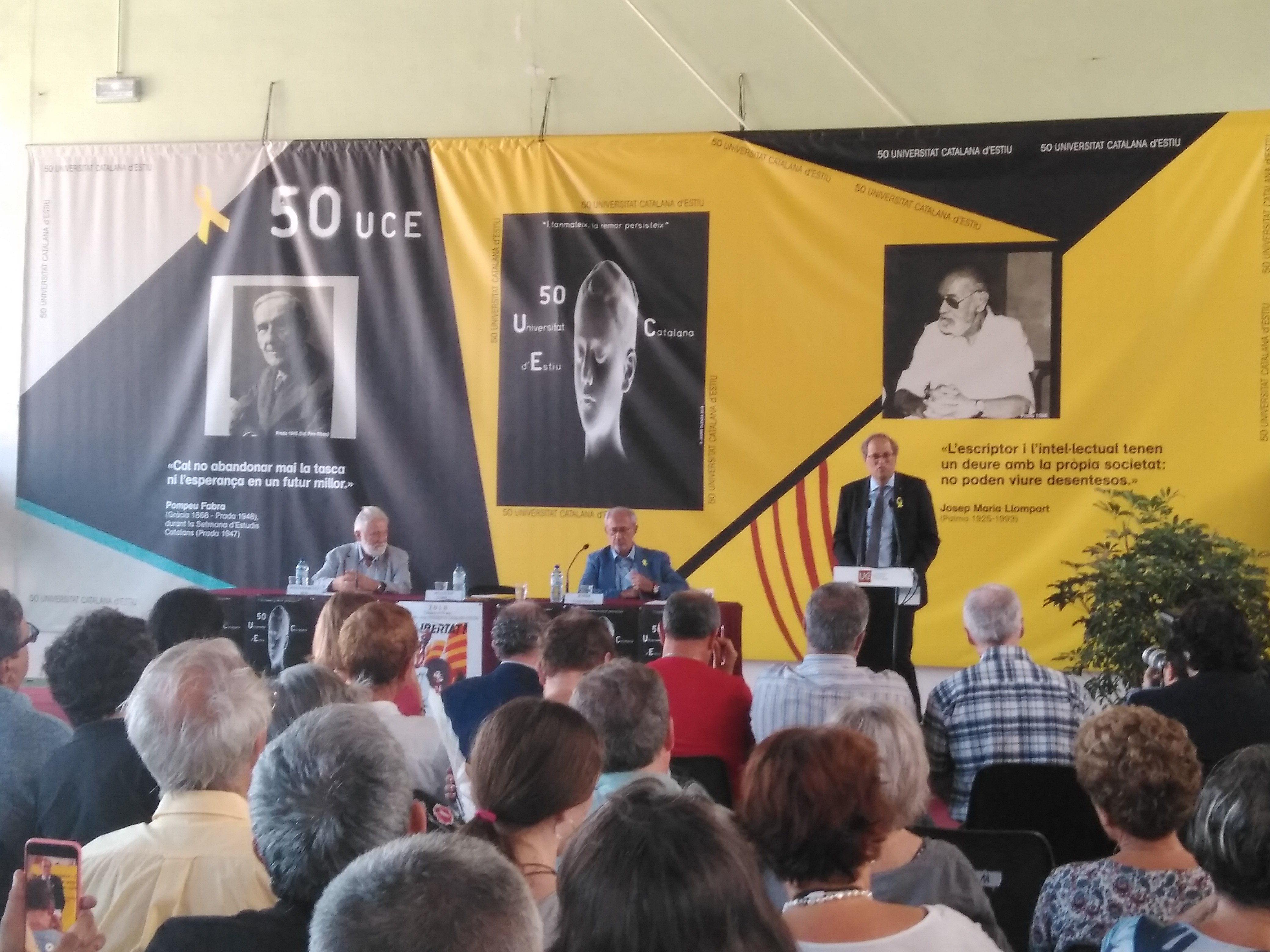
Quim Torra, president de la Generalitat de Catalunya, durant l'acte de clausura de la 50a Universitat Catalana d'Estiu

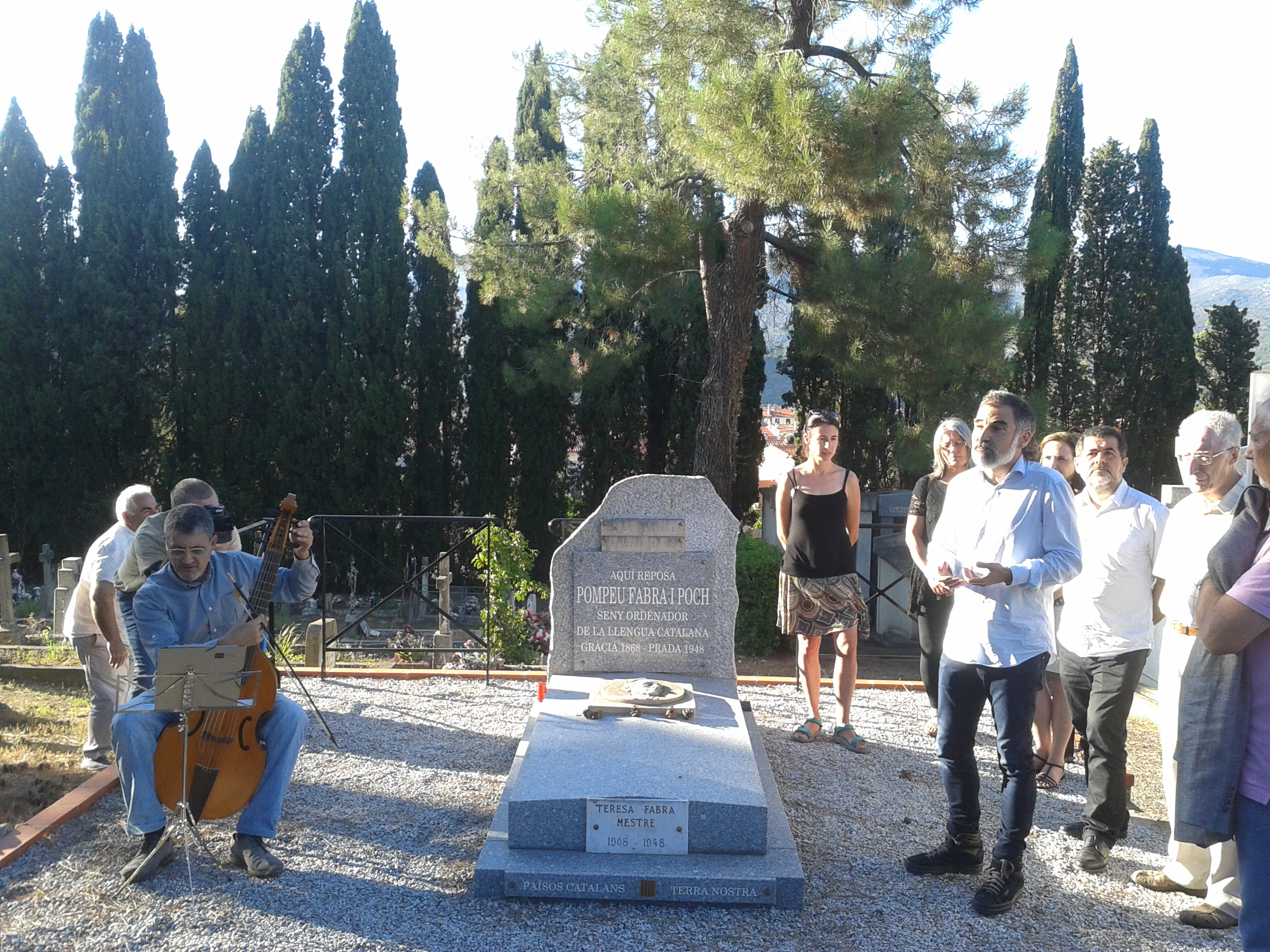
Acte d'homenatge a la tomba de Pompeu Fabra, a Prada, l'agost de 2017 durant la Universitat Catalana d'Estiu, amb la presència de Jordi Cuixart i Jordi Sànchez, presidents d'Òmnium Cultural i l'ANC respectivament

La Universitat Catalana d'Estiu (UCE) és una universitat d'estiu sorgida a partir de les diades organitzades l'any 1968 a Prada (el Conflent) conjuntament pel Grup Cultural de la Joventut Catalana i el Grup Rossellonès d'Estudis Catalans (GREC), després del Maig del 68. A partir d'aquesta profitosa experiència, de l'interès de la gent de la Catalunya del Nord per promoure i fer avançar la llengua i la cultura catalanes i de la necessitat de la població de la resta dels Països Catalans per trobar un espai de llibertat en un moment que el franquisme era ben viu, sorgí l'estiu del 1969 la primera UCE.

## Programació
Cada any durant el període estival la Universitat Catalana d'Estiu ofereix cursos i programa actes i jornades. Les àrees de coneixement que tracten aquests cursos i jornades són: ciències de la natura, ciència i tecnologia, dret, història, ciències de la salut, economia, pensament, literatura, llengua, música i cinema. A més de programar també cursos de formació cultural específica, seminaris d'investigació i exposicions.

## Premi Canigó
Des de 1995, cada any, la Fundació Universitat Catalana d'Estiu atorga el Premi Canigó a una persona o a una entitat amb una trajectòria rellevant en favor de la relació cultural, cívica, científica o política entre els Països Catalans, o que hagi col·laborat amb l'UCE. Aquest premi no té dotació econòmica i consisteix en una reproducció d'una obra d'art. A continuació es detalla el llistat guardonats:
- 1995 - Eliseu Climent
- 1996 - Joan Triadú i Carles Fontserè
- 1997 - No convocat
- 1998 - Alfred Giner
- 1999 - No convocat
- 2000 - No convocat
- 2001 - Antoni Deig, Josep Benet i revista Serra d'Or
- 2002 - Centre Excursionista de Catalunya
- 2003 - No convocat
- 2004 - Lluís Maria Xirinacs i Enciclopèdia de Menorca
- 2005 - Obra Cultural de l'Alguer
- 2006 - Vicenç Maria Rosselló
- 2007 - Institut d'Estudis Catalans
- 2008 - Joaquim Maria Puyal
- 2009 - No convocat
- 2010 - Pere Verdaguer i Escola Valenciana
- 2011 - Antoni Nughes, Escola Arrels, Jordi Pujol i Òmnium Cultural
- 2012 - Pasqual Maragall,[4] Josep Miquel Vidal i Obra Cultural Balear
- 2013 - Societat Andorrana de Ciències, Josep Huguet, Josep Vallverdú, Christian Bourquin[5]
- 2014 - No convocat
- 2015 - Joaquim Nadal, Salvador Giner, Fundació Roca i Galès i Institució Catalana d'Estudis Agraris
- 2016 - Irene Rigau i Universitat Jaume I de Castelló
- 2017 - Lluís Llach[6]
- 2018 - Associació Catalana pels Drets Civils i Antoni Miró[7]
- 2019 - Jordi Savall i Vicent Olmos
- 2020 - Josep Espar[8] i Vilaweb[9]
- 2021 - Vila de Prada[10] i Joandomènec Ros[11]
- 2022 - Martí Boada[12]
- 2023 - Josefina Salord Ripoll[13]
- 2024 - Plataforma per la Llengua i Joan Amorós i Pla[14]
- 2025 - Monestir de Montserrat i Xarxa Vives d’Universitats

## Rectorat
- 1969: Agustí Pedro i Pons (President d'Honor)
- 1971-1972: Jordi Carbonell i de Ballester (President d'Honor)
- 1973-1977: Gerard Vassalls (Rector)
- 1977-1984: comissió gestora dirigida per Joan Ané
- 1985-1987: Max Cahner i Garcia
- 1988-1991: Enric Casassas i Simó
- 1992-1994: Max Cahner i Garcia
- 1995: Joaquim Arenas i Sampera
- 1996-2001: Miquel Porter i Moix
- 2002-2008: Joandomènec Ros i Aragonès
- 2009: Jaume Sobrequés i Callicó
- 2010-2013: Jordi Sales i Coderch
- 2014: Salvador Alegret i Sanromà[15]
- 2015: Joandomènec Ros i Aragonès[16]
- 2016 - actualitat: Jordi Casassas i Ymbert[17]